# Ассоциация российских банков
Ассоциация российских банков — негосударственная некоммерческая организация, объединяющая коммерческие банки и другие кредитные организации. Основана в 1991 году. Одна из лоббистских организаций России. С сентября 2017 года в Ассоциацию не входят крупнейшие по активам банки России.

## История
В ассоциацию входят более 400 организаций, из них 300 — банки.
Работают 22 комитета по основным направлениям банковской деятельности, в которых принимают участие представители банков. С 1997 года Ассоциация является ассоциированным членом в Банковской федерации Европейского союза.
Ассоциация является соучредителем Национального бюро кредитных историй.
В июле 2017 года стало известно о выходе из АРБ Сбербанка, ВТБ, ВТБ 24, Газпромбанка, Россельхозбанка, Альфа-банка, банка «ФК Открытие» и Бинбанка из-за недовольства лоббистской работой организации. Альфа-банк сделал заявление о выходе еще в марте 2017 года. Свое решение Альфа-банк объяснил несогласием с обнародованным в марте 2017 года докладом Ассоциации, в котором содержалась критика политики Центробанка. Эта критика, по мнению Альфа-банка, противоречила «духу конструктивного взаимодействия и сотрудничества, который сложился между органом регулирования в лице Банка России и здоровой частью национальной банковской системы». Позже в Альфа-банке сообщили, что ряд кредитных организаций обсуждает перспективы создания нового объединения, альтернативного АРБ. В сентябре 2017 года заявление 9 крупнейших банков России о выходе из Ассоциации российских банков было удовлетворено.

## Национальная банковская премия
Национальная банковская премия «Золотой лев» — главная награда российского банковского сообщества. Премией отмечают наиболее успешные кредитные учреждения по различным направлениям. Награда носит национальный характер — принять участие в конкурсе может любое кредитное учреждение, осуществляющее деятельность на территории Российской Федерации на момент подачи заявки, независимо от его принадлежности и членства в различных банковских ассоциациях. Конкурсная оценка банков осуществляться независимыми экспертами — профессионалами банковской сферы, в соответствии со специально разработанными критериями и факторами, которые варьируются в зависимости от номинации. «Национальный банковский журнал», комментируя Национальную банковскую премию «Золотой лев», оценил ее как своего рода знак качества, повышающий репутацию и авторитет получившего премию банка. В 2019 году были добавлены новые номинации и обновлен дизайн символа премии (бронзовой статуэтки крылатого льва). Издание «Финверсия» указывает, что участие в премии повышает узнаваемость бренда и может помочь привлечь банку клиентов и партнеров.

## Лоббистская деятельность Ассоциации российских банков
Целью создания Ассоциации было лоббирование интересов российских кредитных организаций. В 2006 году в связи с принятием Государственной думой законопроекта, позволяющего принимать плату за услуги ЖКХ и связи от физических лиц не только банкам, президент Ассоциации российских банков Гарегин Тосунян пообещал «организовать вето президента», если депутаты и сенаторы не поймут «нецелесообразность» этого законопроекта. В итоге в законопроект была внесена поправка, которая требовала от небанковских учреждений, принимающих указанную плату, заключать договор с банками.
В июле 2021 года Ассоциация российских банков подготовила законопроект, в котором предлагается законодательно предоставить возможность кредитным организациям передавать функцию идентификации своих клиентов третьим лицам (специальным поверенным). Для этого, согласно инициативе АРБ, нужно изменить российский закон № 115-ФЗ «О противодействии легализации (отмыванию) доходов, полученных преступным путем, и финансированию терроризма». Данные изменения по замыслу АРБ соответствуют принятой в Европе практике и могли бы привести к оптимизации расходов из-за экономии банков на излишних должностях сотрудников, которых держат для оформления потребительских кредитов, и способствовать развитию института самозанятых, которые могли бы пройти соответствующее обучение. Инициативу критиковали за возможные утечки персональных данных и потенциальные угрозы со стороны мошенников.
В декабре 2021 года президент АРБ Гарегин Тосунян прокомментировал инициативу ЦБ РФ о планируемом внедрении возврата украденных с банковских карт сумм жертвам мошенников. По его мнению, данная инициатива не только нанесет ущерб коммерческим банкам, но и клиентам банков, поскольку вероятно приведет к росту процентов по кредитам и увеличению тарифов. Также он подчеркнул, что в случае подобного мошенничества важно устанавливать кто был виноват — клиент или банк.